# Funes (Colombia)
Funes è un comune della Colombia facente parte del dipartimento di Nariño.
Il centro abitato venne fondato da Lucas Funes e Miguel de Tellez nel 1616.